# Ballota acetabulosa
El malrubí bord (Ballota acetabulosa) és una planta de la família de les lamiàcies i es troba únicament en zones assolellades de sòls secs i rics en calci de Grècia i de l'oest de l'Anatòlia.

## Descripció
És una planta herbàcia de poc més de mig metre d'alçada amb la base llenyosa i un aspecte grisenc a causa de la gran varietat de pèls blanquinosos que la recobreixen. Les fulles són rugoses, arrodonides i també recobertes de pèls. Les flors formen grups de 6 a 12 i són de color verdós.
Els pèls que podem observar a les fulles i les tiges del malrubí bord són cèl·lules de l'epidermis especialitzades, plenes d'aire, que reben el nom de tricomes. Presenta una molt bona adaptació al clima mediterrani, ja que té dos tipus de fulla diferents segons l'època de l'any. A l'estiu produeix unes fulles endurides i reforçades que resisteixen la sequera, mentre que, a l'hivern, opta per fer unes fulles més toves que no han de suportar l'estrès estiuenc i no costa tant produir-les.
Els calzes de les flors, una vegada secs, són usats com a metxa per a les làmpades d'oli. Aquest ús té el seu origen a l'antiga Grècia on els usaven per il·luminar les estances, i va continuar a les esglésies ortodoxes. A Grècia el seu nom popular és fitilia, que prové del mot to fitilia i que vol dir "metxa".

## Galeria

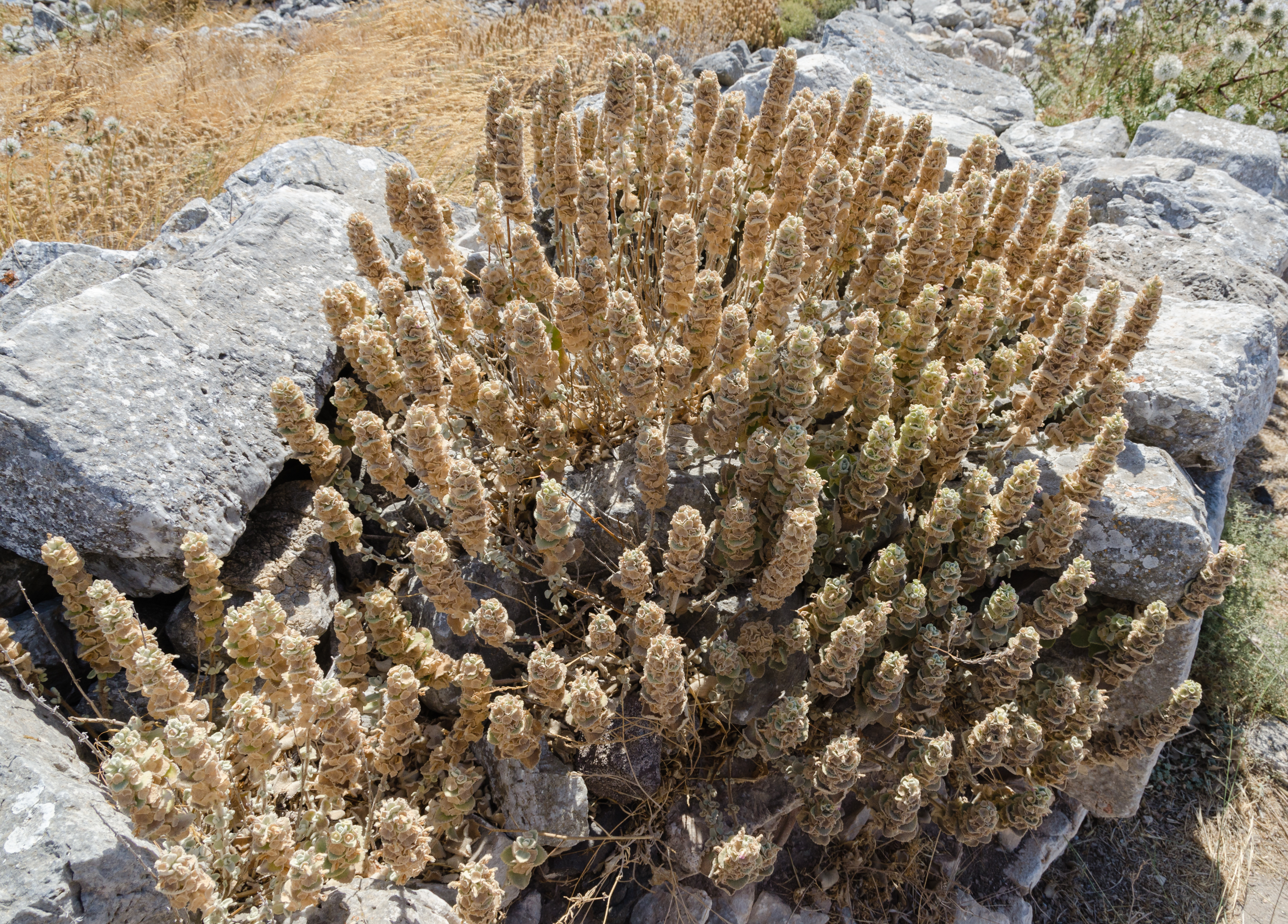
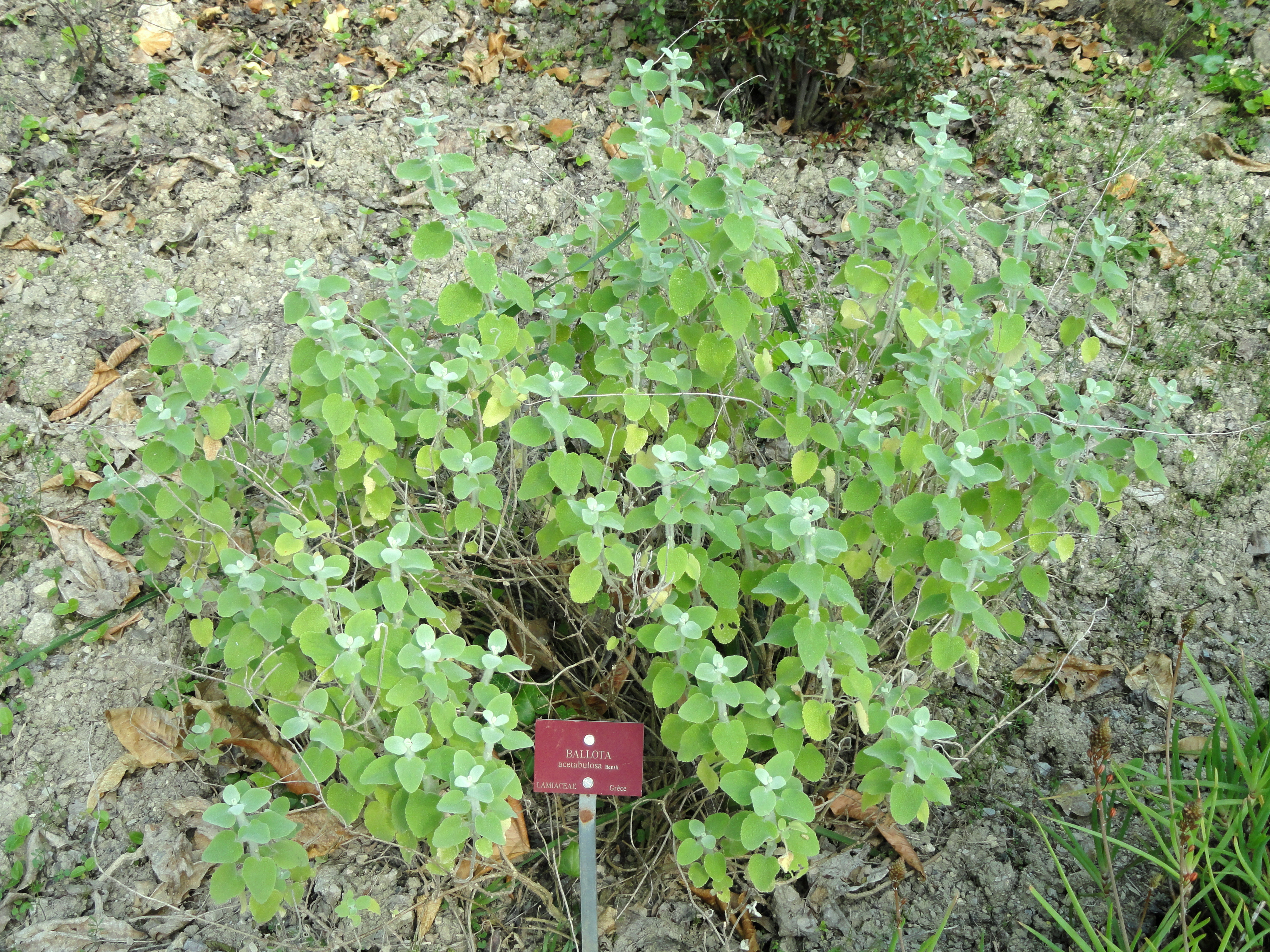
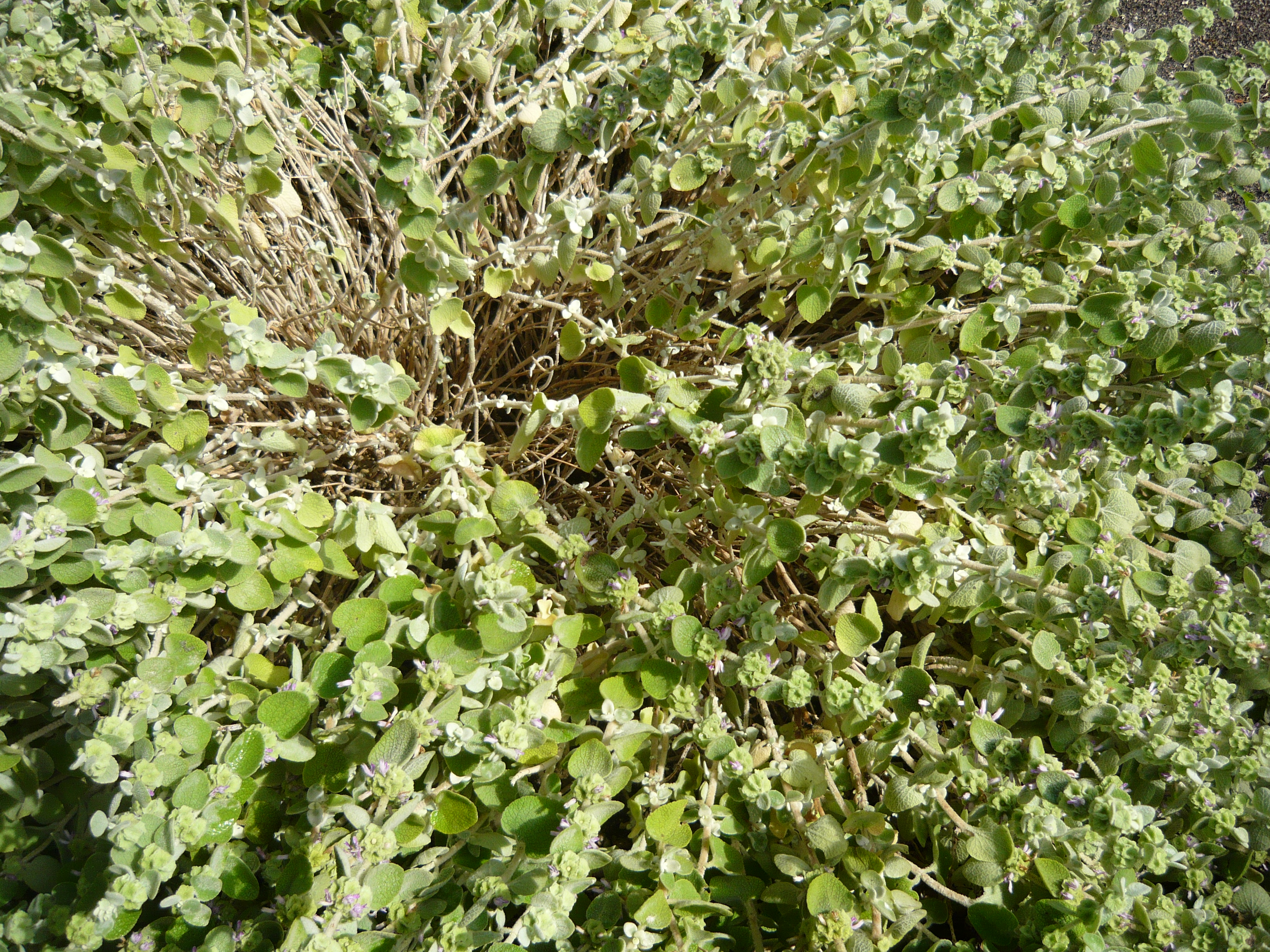
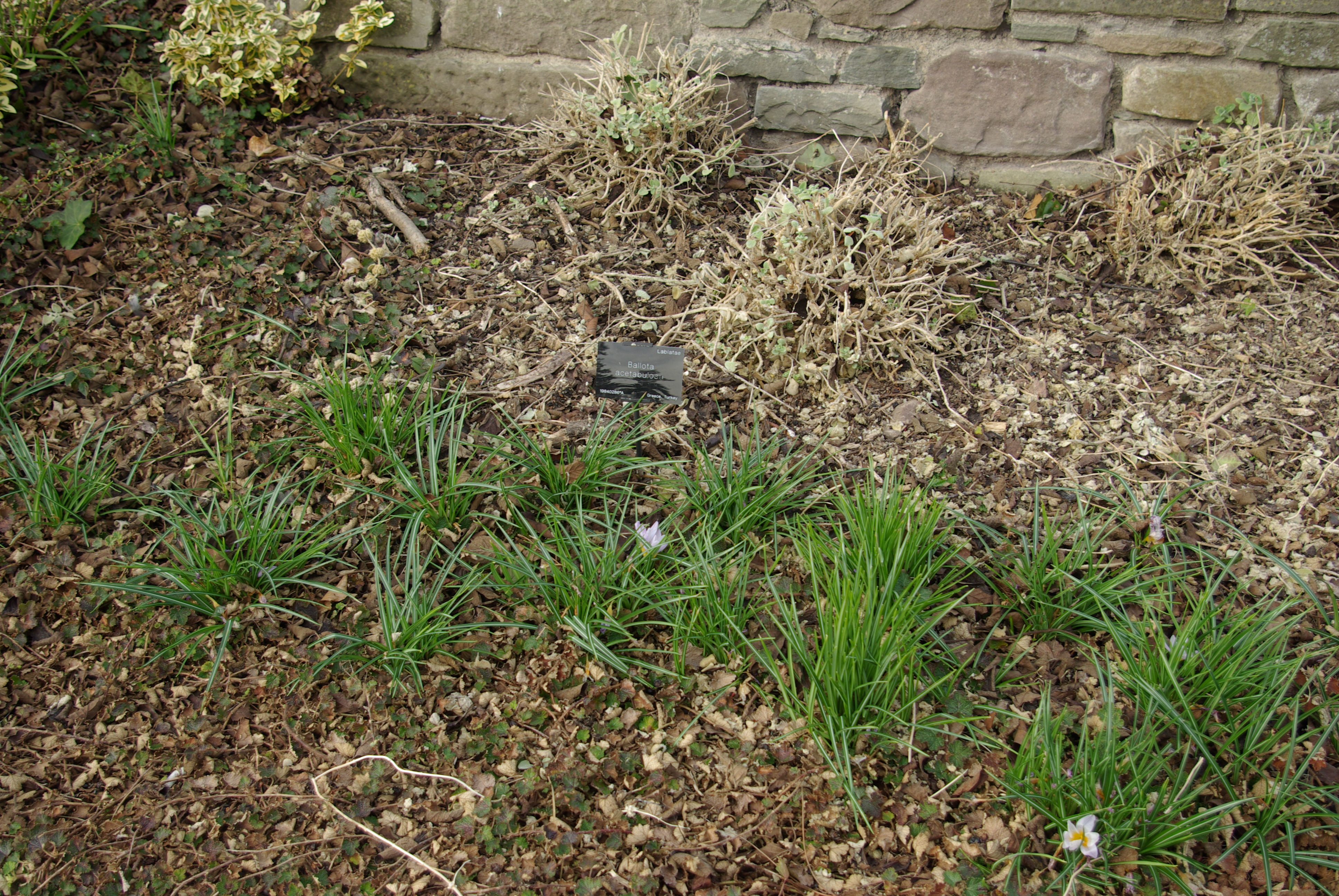

## Taxonomia

### Sinonímia
- Beringeria acetabulosa (L.) Neck.
- Marrubium acetabulosum L.
- Marrubium adfine Spreng.
- Marrubium suffruticosum Mill.[1]